# N526 (België)
De N526 is een gewestweg in België tussen Douvrain (N50) en Leuze-en-Hainaut (N7). De weg heeft een lengte van ongeveer 23 kilometer.
De gehele weg bestaat uit twee rijstroken voor beide richtingen samen.

## Plaatsen langs N526
- Douvrain
- Sirault
- Belœil
- Ellignies-Sainte-Anne
- Leuze-en-Hainaut